# گانا (لهستان)
گانا (به لهستانی:  Gana) یک روستا در لهستان است که در گمینا پراشکا واقع شده‌است.
 گانا  ۳۰۰ نفر جمعیت دارد.